# Galium caminianum
Galium caminianum är en måreväxtart som beskrevs av Schult.. Galium caminianum ingår i släktet måror, och familjen måreväxter. Inga underarter finns listade i Catalogue of Life.